# 爪哇雀鯛
爪哇雀鯛（學名：Pomacentrus javanicus），是輻鰭魚綱鱸形目雀鯛科雀鯛屬的其中一種，分布於西太平洋印尼爪哇海的千島群島海域，深度6至20公尺，體長可達8公分，棲息在潟湖及臨海礁石區，以浮游生物為食，繁殖期時成對出現，雄魚會守護卵直到孵化，生活習性不明。